# Sainte-Maure-de-Touraine
Sainte-Maure-de-Touraine és un municipi de la regió del Centre - Vall del Loira, departament d'Indre i Loira. És el centre de l'AOC del formatge de Sainte-Maure de Touraine.

## Agermanament
- Ayllón (Espanya)